# Acanthomysis strauchi
Acanthomysis strauchi är en kräftdjursart som först beskrevs av Voldemar Czerniavsky 1882.  Acanthomysis strauchi ingår i släktet Acanthomysis och familjen Mysidae. Inga underarter finns listade i Catalogue of Life.